# Nieuwenhof (Maaseik)
Nieuwenhof is de naam van een kasteelachtig gebouw ten noordwesten van Maaseik, gelegen aan Vlakerweg 8.
Het complex bestaat uit een herenhuis dat deel uitmaakt van een gesloten hoeve. Het herenhuis maakt de zuidvleugel uit en dateert uit de 18e eeuw, met mogelijk een oudere kern. Het bezit nog twee 18e-eeuwse schouwen, maar het interieur is in de 19e eeuw sterk gewijzigd. De indeling van het huis werd gewijzigd en een neoclassicistische trap werd geïnstalleerd.
Haaks tegen de achterkant van het herenhuis bevindt zich, aan de westzijde, de 18e-eeuwse langsschuur. De vleugel aan de oostzijde werd in 1900 herbouwd en bevat de pachterswoning en de stal. Aan de noordzijde bevindt zich eveneens een stal.
Eind 18e of begin 19e eeuw werd een park aangelegd, waarvan nog een paar dreven resten. Ook is nog een omgracht ovaal perceel van het park overgebleven. Dit wordt Het Wit Ven genoemd.
Het kasteel was en is eigendom van de familie Nyssens. Louis Nyssens was burgemeester van Maaseik van 1842-1848.